# 2918 Салазар
2918 Салазар (2918 Salazar) — астероїд головного поясу, відкритий 9 жовтня 1980 року.
Тіссеранів параметр щодо Юпітера — 3,182.